# Franchu
Franchu es el seudónimo por el que es conocido Francesc Llopis Surrallés (Hospitalet de Llobregat, 27 de noviembre de 1981), humorista gráfico, historietista y guionista residente en Barcelona.

## Trayectoria
Humorista gráfico autodidacta creador de series como «Monstrus», «Cargols» y «El increíble friki de espuma», empezó colaborando en fanzines como Ecatombe (del que también fue editor), Le Potage, FAK, Le Pistatx, Complejo de cacatúa, Fondoperdido...
En 2006 empieza a publicar en la revista satírica El Jueves, en la sección «el NONOticiero». Posteriormente ha trabajado también para publicaciones como La Directa, El triangle, Gamers Magazine, El Web Negre, El còmic de la premsa comarcal, Empresa y trabajo.coop, L’Aplec, El Correu, La Kodorniz, Animangaweb Mangazine...
En 2008 colaboró con la compañía de teatro Tricicle y otros humoristas gráficos, en el libro Garrick se va a la India, título recopilatorio de diversas historietas y viñetas de humor gráfico destinado a recaudar fondos para la Fundación ADA por la escolarización en la India.
En 2009 y con la llegada del AVE Barcelona-Madrid, formó parte de la expedición de humoristas gráficos catalanes que fueron a Madrid, invitados por RENFE, para encontrarse con sus compañeros de profesión madrileños y luego inmortalizar juntos el momento en el libro En el AVE con humor, que cuenta con las viñetas de 43 humoristas gráficos de Cataluña y Madrid como Fer, Kap, Gallego & Rey, Kim, Jordi Bernet, Napi, Máximo San Juan, Fernando Krahn...
También ha colaborado como guionista con Sergi Sanjulián (Gorka, La cuenta atrás), bajo el seudónimo compartido de Franchulián llevando a cabo diversos proyectos para la revista El Jueves.